# Charlotte Radcliffe
Pour les articles homonymes, voir Radcliffe.
Charlotte Helen Radcliffe, née le 3 août 1903 à Liverpool et morte le 12 décembre 1979 à Liverpool, est une nageuse britannique.

## Biographie
Charlotte Radcliffe est médaillée d'argent du relais 4x100 mètres nage libre aux Jeux olympiques de 1920 à Anvers ; elle est par ailleurs éliminée en séries du 100 mètres nage libre.
Elle est la grand-tante de l'athlète Paula Radcliffe.